# 聯合國安全理事會第997號決議
聯合國安全理事會第997號決議於1995年6月9日一致通過。決議重申安全理事會在之前對盧旺達局勢通過的所有決議，特別是第872號、第912號、第918號、第925號、第955號和第965號，安理會決定延長聯合國盧旺達援助團（聯盧援助團）的任務期限至1995年12月8日，並調整其工作，以維持在當地的受信度。